# Знаменский, Николай Николаевич
Никола́й Никола́евич Зна́менский (3 февраля 1856, село Чанки, Коломенский уезд, Московская губерния — 1915) — доктор медицины; приват-доцент одонтологии Московского университета, автор ряда сочинений, председатель «Общества для устройства убежища лицам женского мединского звания Российской империи».

## Биография
В 1880 году окончил медицинский факультет Московского университета и был избран Советом университета на должность ординатора хирургического отделения факультетской клиники. В этом же году Н. Н. Знаменский сдал экзамен на степень доктора медицины в Московском университете и активно включился в клиническую и научную работу под руководством декана факультета и заведующего кафедрой факультетской хирургии Н. В. Склифосовского.
В 1884 году защитил диссертацию «О перевязывании почечуйных узлов прямой кишки», получив при этом степень доктора медицины. Осуществил научную командировку в Европу, где в течение трёх месяцев знакомился с состоянием одонтологии.
В декабре 1884 года, по ходатайству Н. В. Склифосовского, стал приват-доцентов Московского университета для преподавания учения о зубных болезнях. Знаменский составил учебную программу по одонтологии, одобренную и утвержденную Н. В. Склифосовским.
С 1885-86 учебного года в Московском университете начала функционировать первая в России доцентура по обучению студентов медицинского факультета одонтологии. Руководителем курса одонтологии стал Николай Знаменский, который и читал курс лекций по разработанной им же программе.
В 1890 году Знаменский женился на докторе медицины Раисе Самойловна Святловской. В 1900 году Раиса Самойловна основала в Москве первое в России «Общество для устройства убежища лицам женского мединского звания Российской империи». Председателем этого общества для престарелых и не способных к труду женщин медицинского звания стал Николай Знаменский. В 1906 году на углу Церковного проезда и Безымянного проезда справа от железнодорожного полотна (ныне Федоскинской улицы и Хибинского проезда, соответственно) было построено здание «Убежища для женщин медицинского звания», единственное в России.
С 1905 года практические занятия по одонтологии в университете вместе с Н. Н. Знаменским вели доктор медицины, профессор Г. И. Вильга и доктор медицины, приват-доцент по курсу «Болезни зубов и полости рта» М. Б. Янковский.

## Сочинения
- Знаменский, Николай Николаевич. Случай наложения нервного шва вскоре после поранения / [Соч.] Д-ра М.Н.[!Н.Н.] Знаменского. — [Москва] : тип. Э. Лисснер и Ю. Роман, ценз. 1882. — 12 с.; 26. ещё
- Знаменский, Николай Николаевич. О перевязывании почечуйных узлов прямой кишки / [Соч.] Н. Н. Знаменского. — Москва : т-во «Печатня С. П. Яковлева», 1884. — 56 с. : ил.;
- Знаменский, Николай Николаевич. О значении одонтологии и современном состоянии ее на Западе и в России : Вступ. лекция в курс одонтологии в Моск. ун-те прив. доц. Н. Н. Знаменского. — Москва : тип. А. И. Мамонтова и К°, 1888. — 35 с.;
- Знаменский, Николай Николаевич. О значении учения о зубных болезнях и современном его состоянии на Западе и в России : Из вступ. лекции. чит. в 1885 г. в Моск. ун-те прив. доц. Н. Н. Знаменским. — Москва : тип. Л. и А. Снегиревых, 1890. — 31 с.;
  - Знаменский, Николай Николаевич. О значении учения о зубных болезнях и современном его состоянии на Западе и в России : Из вступ. лекции. чит. в 1885 г. в Моск. ун-те прив. доц. Н. Н. Знаменским. — Москва : печатня А. И. Снегиревой, 1912. — 31 с.;
- Знаменский Н. Н. Алвеолярная пиоррея, ее патологическая анатомия, причины и радикальное лечение : (С 3 фототип. табл. рис.) / [Соч.] Прив.-доц. Н. Н. Знаменского. — Москва : т-во тип. А. И. Мамонтова, ценз. 1902. — 16 с. ;
- Знаменский Н. Н. Н. Несмеянов. Материалы для изучения альвеолярной пиор (р) еи зубов. Диссертация. Москва. 1905: [Отзыв] / [Н. Н. Знаменский]. — [Москва, 1906]. — 11 с. ; 24